# 日産・CMF

CMF（Common Module Family、コモン・モジュール・ファミリー）とは、ルノー=日産アライアンス（現・ルノー・日産・三菱アライアンス）に基づき、日産自動車とルノーが共同開発したプラットフォームを基幹としたFFとFFベースの4WD車用のエンジニアリングアーキテクチャーである。

## 概要
基本的に、CMFは「コックピット」、「エンジン」、「フロントアンダーボディ」、「リヤアンダーボディ」の各モジュールに「電子アーキテクチャー」を加えた5つのモジュールから構成される。
従来、セグメントごとに設計・開発・製造していたプラットフォームを、複数のプラットフォームに共通したモジュールとして増加させることで、コンポーネントを共有化し、プラットフォームごとの台数を増やすことが出来るシステムとして開発された。これにより、軽自動車を含むコンパクトカークラスから大型セダン、SUVまで幅広く展開させることが可能であると同時に、ルノー＝日産アライアンスの特徴であるスケールメリットを活かし、「開発費削減」「部品点数削減」「製造コスト削減」「工期短縮」を効率よく行うことで、すべてのアイテムの経費を軽減させる役割も担う。
設計思想としては、フォルクスワーゲンの「MQB（モジュラー・トランスバース・マトリックス）」やボルボの「SPA（スケーラブル・プロダクト・アーキテクチャ）」ならびに「CMA（コンパクト・モジュラー・アーキテクチャー）」、マツダの「SKYACTIV TECHNOLOGY（スカイアクティブ・テクノロジー）」、SUBARUの「スバル・グローバル・プラットフォーム（SGP）」とほぼ同じであるが、トヨタ自動車の「TNGA（トヨタ・ニュー・グローバル・アーキテクチャー）」ならびにダイハツ工業の「DNGA（ダイハツ・ニュー・グローバル・アーキテクチャ）」とはモジュール化の部分以外、やや違った構想である。
なお、CMFは2013年発表のローグとエクストレイルを皮切りに、順次、日産（含：インフィニティ、ダットサン）、ルノー、ルノーサムスン（現・ルノーコリア）、ダチア、東風汽車の各車種に採用され、2016年に資本業務提携し、ルノー＝日産アライアンスの傘下に収めた三菱自動車工業や技術提携先であるメルセデス・ベンツの車種にも採り入れている。
フューエルリッドは車両右側にある。

## CMF採用車種

### CMF-C/D
日産自動車
- 日産・ローグ（T32型・T33型）
- 日産・エクストレイル（3代目・T32型、4代目・T33型）
- 日産・キャシュカイ/ローグ スポーツ（2代目・J11型）
- 日産・パルサー/日産ティーダ（C13型）
- 日産・シルフィ/日産・セントラ（B18型）
- 日産・タウンスター
- インフィニティ・QX50（2代目）/QX55

三菱自動車工業
- 三菱・アウトランダー/アウトランダーPHEV（日本向け：3代目、海外向け：4代目）

ルノー
- ルノー・エスパス（5代目、通称：エスパスⅤ）
- ルノー・カジャー
- ルノー・メガーヌ/メガーヌセダン（4代目、通称：メガーヌIV）
- ルノー・セニック/グランセニック（4代目、通称：セニックIV）
- ルノー・タリスマン[注釈 4]
- ルノー・コレオス（2代目、通称：コレオスII）
- ルノー・カングーIII/エクスプレス
- ルノーコリア・SM6
- ルノーコリア・QM6

メルセデス・ベンツ
- メルセデス・ベンツ・シタン（2代目・W420）/ Tクラス / EQT

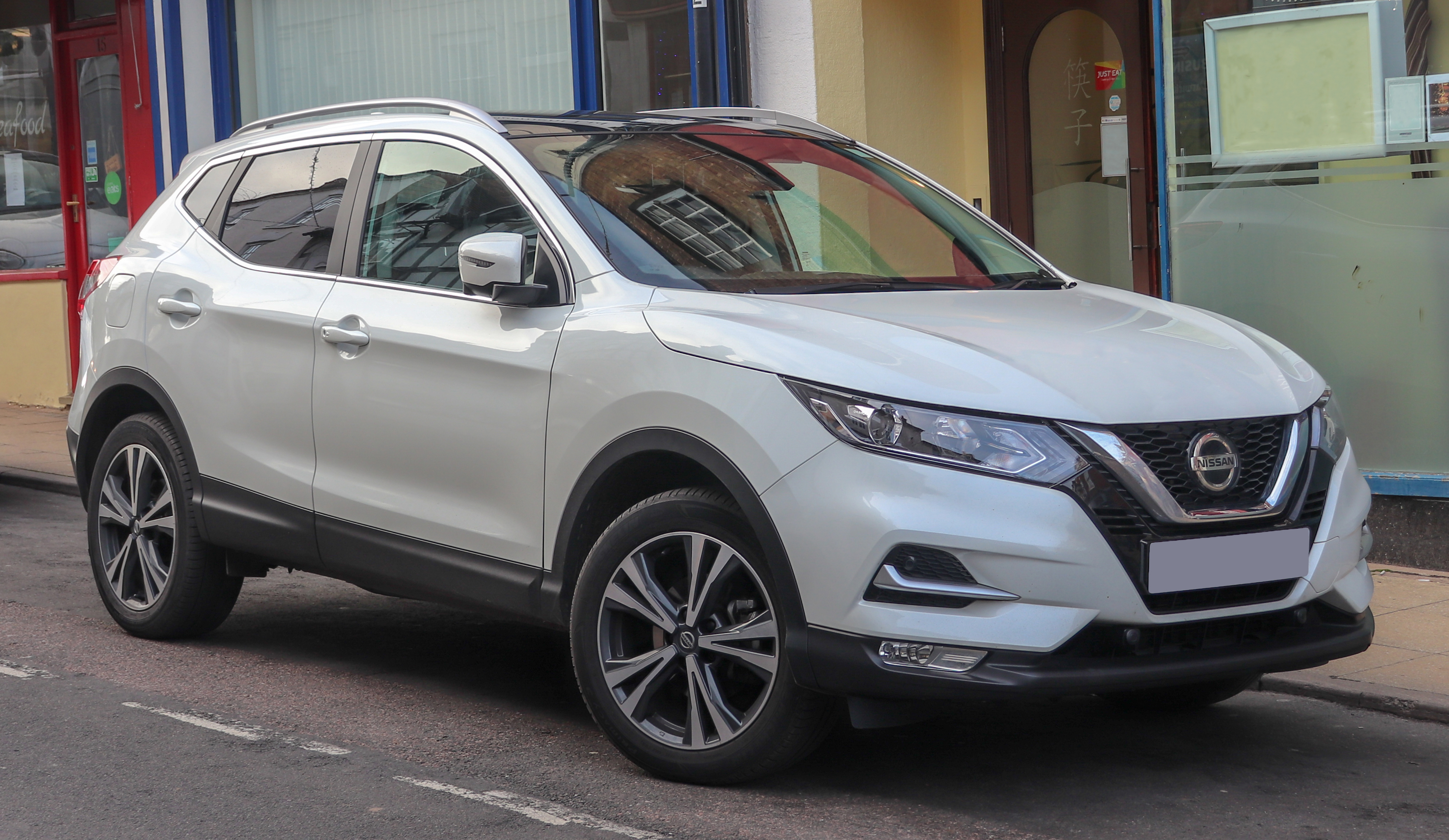
日産・キャシュカイ/ローグ スポーツ（2代目）
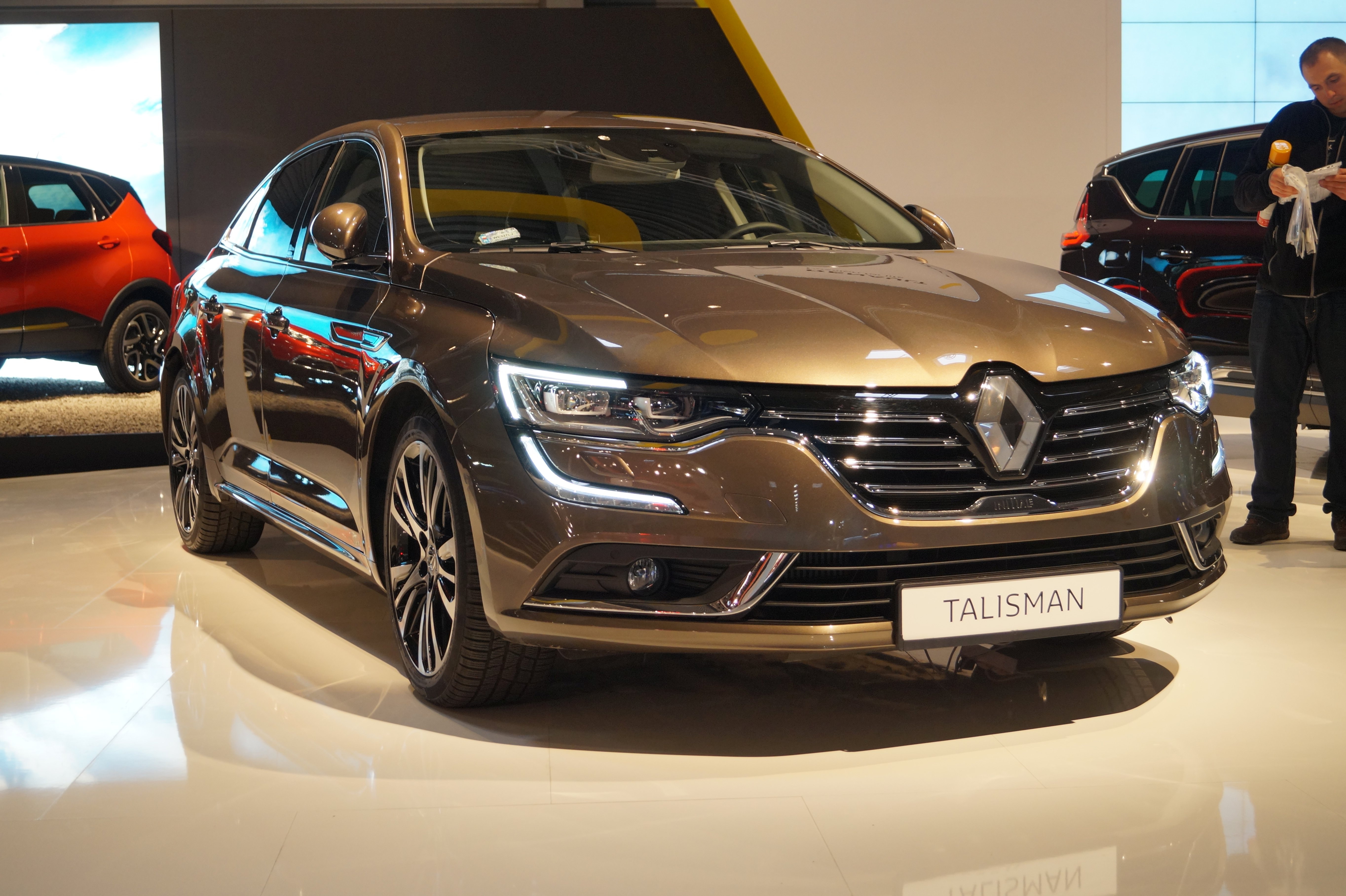
ルノー・タリスマン
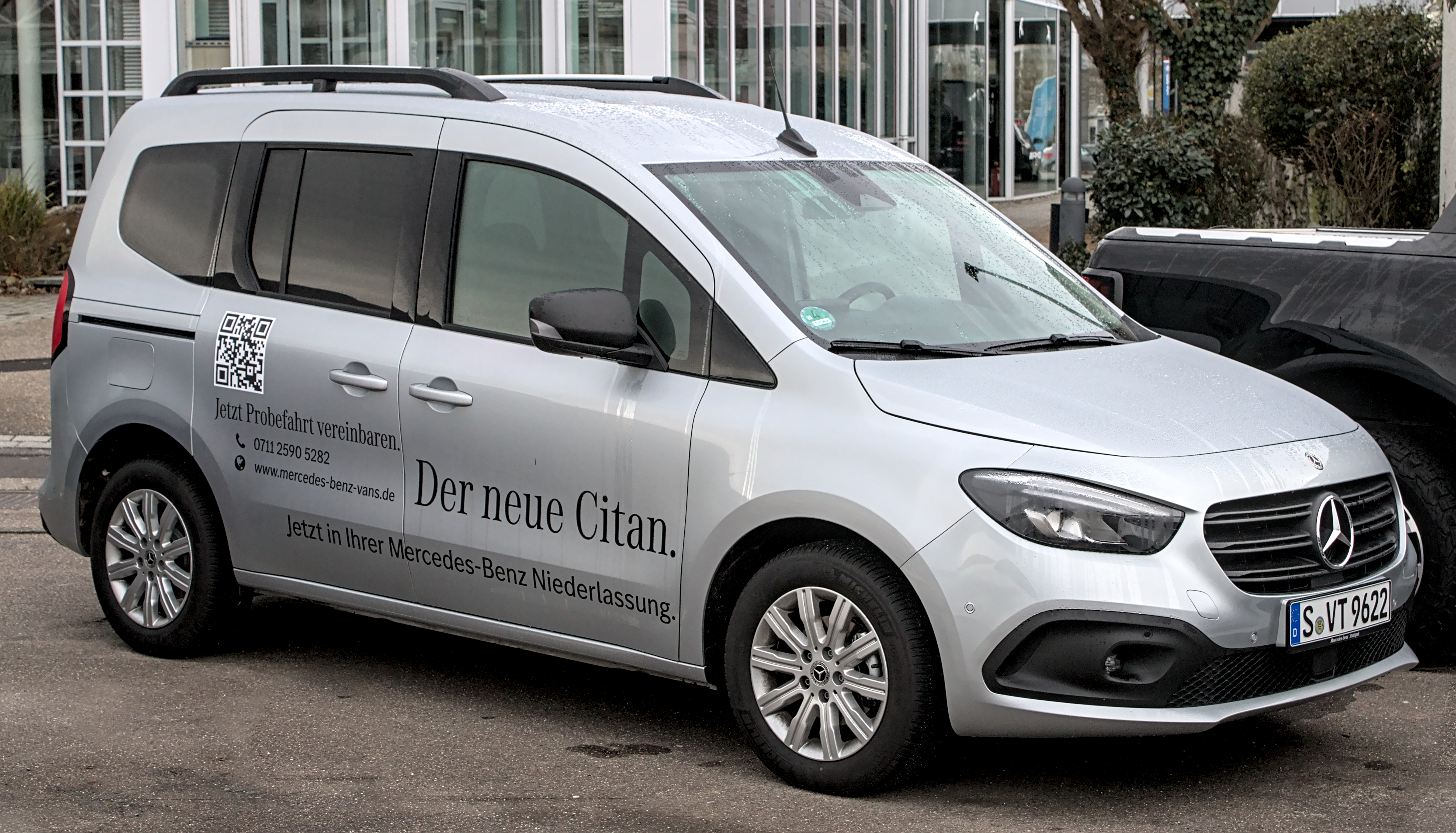
メルセデス・ベンツ・シタン

### CMF-C/D 3
- 日産・キャシュカイ（3代目・J12型）
- ルノー・ラファール（英語版）
- ルノー・オーストラル
- ルノー・エスパスⅥ

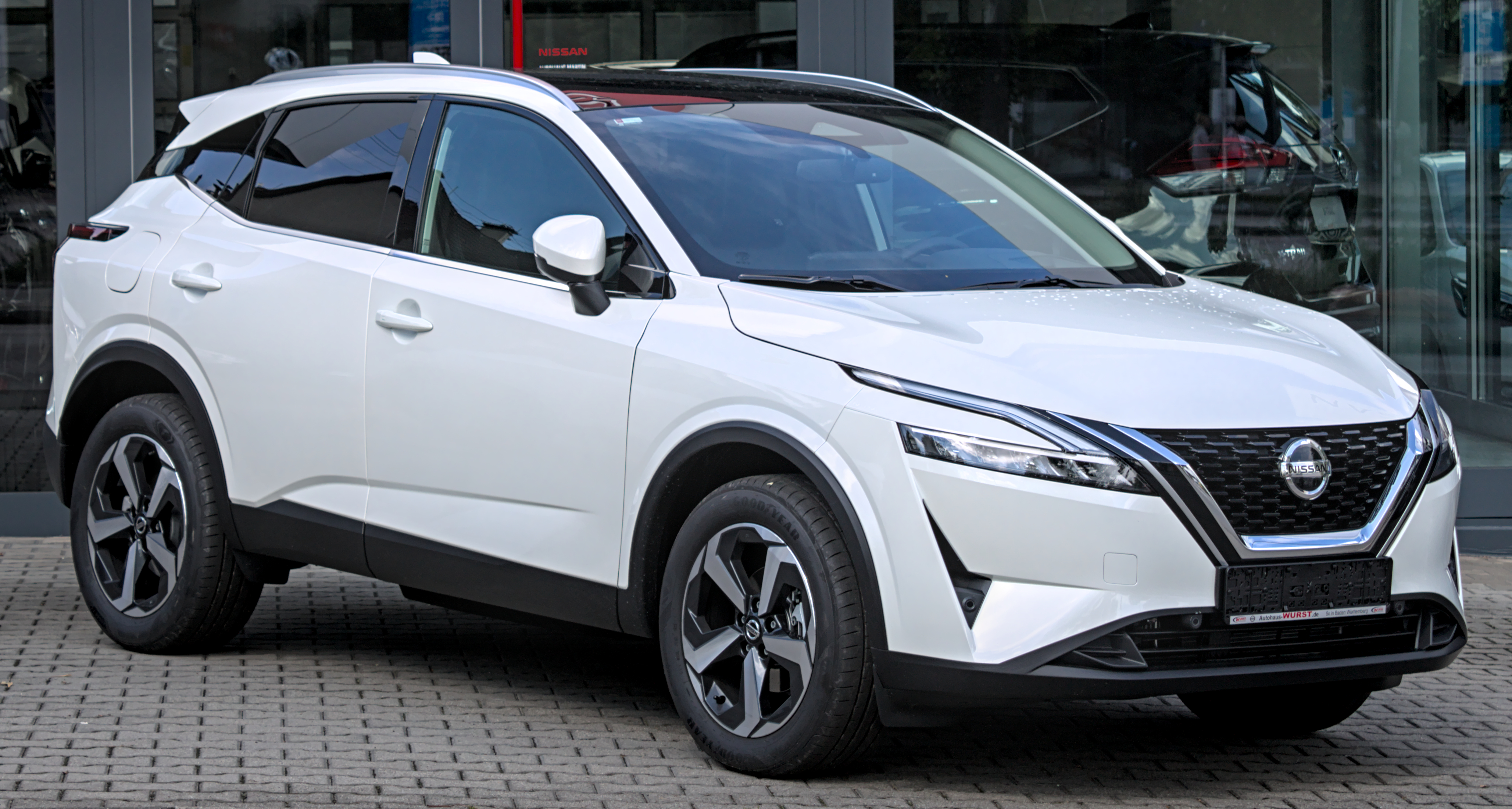
日産・キャシュカイ（3代目）
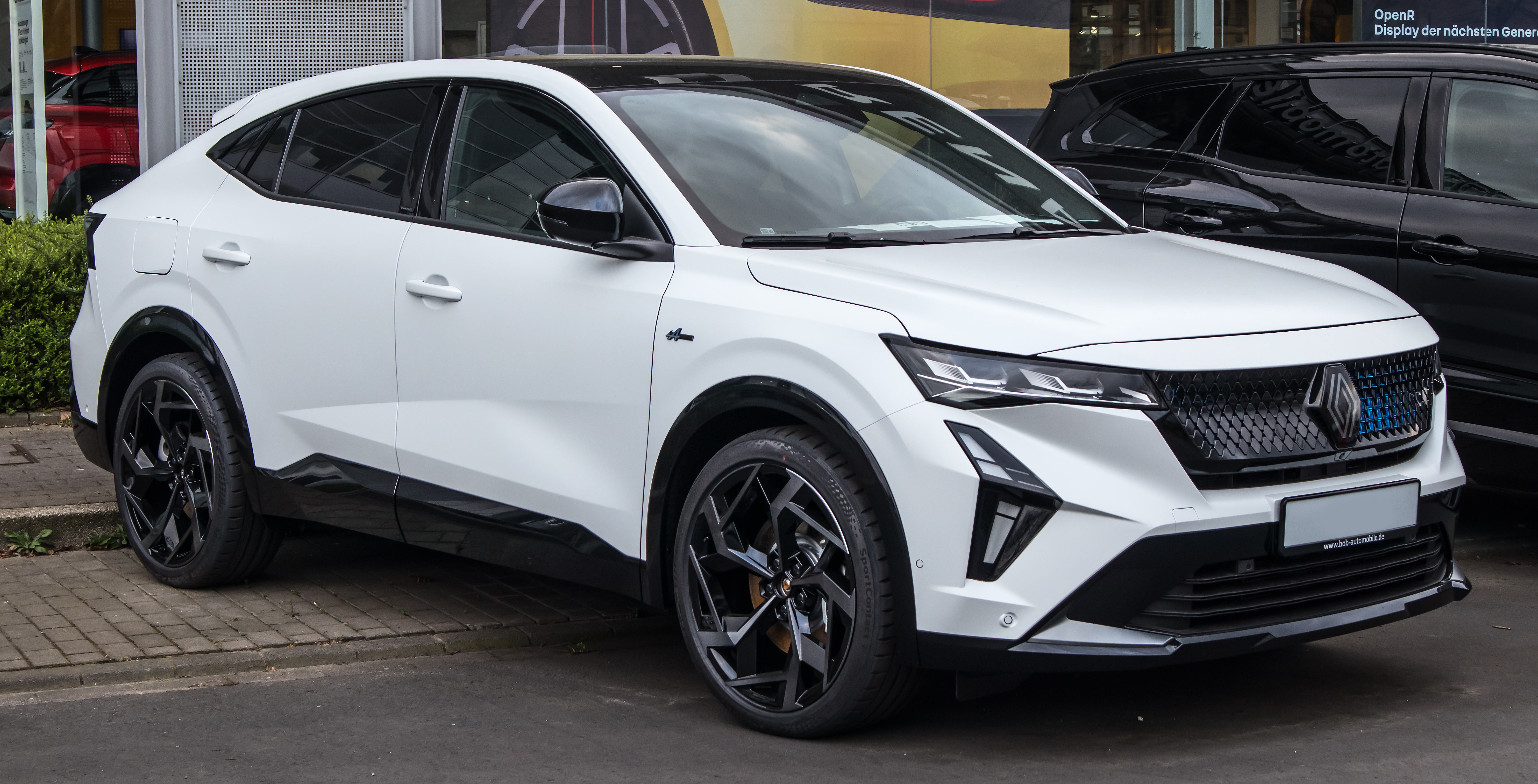
ルノー・ラファール
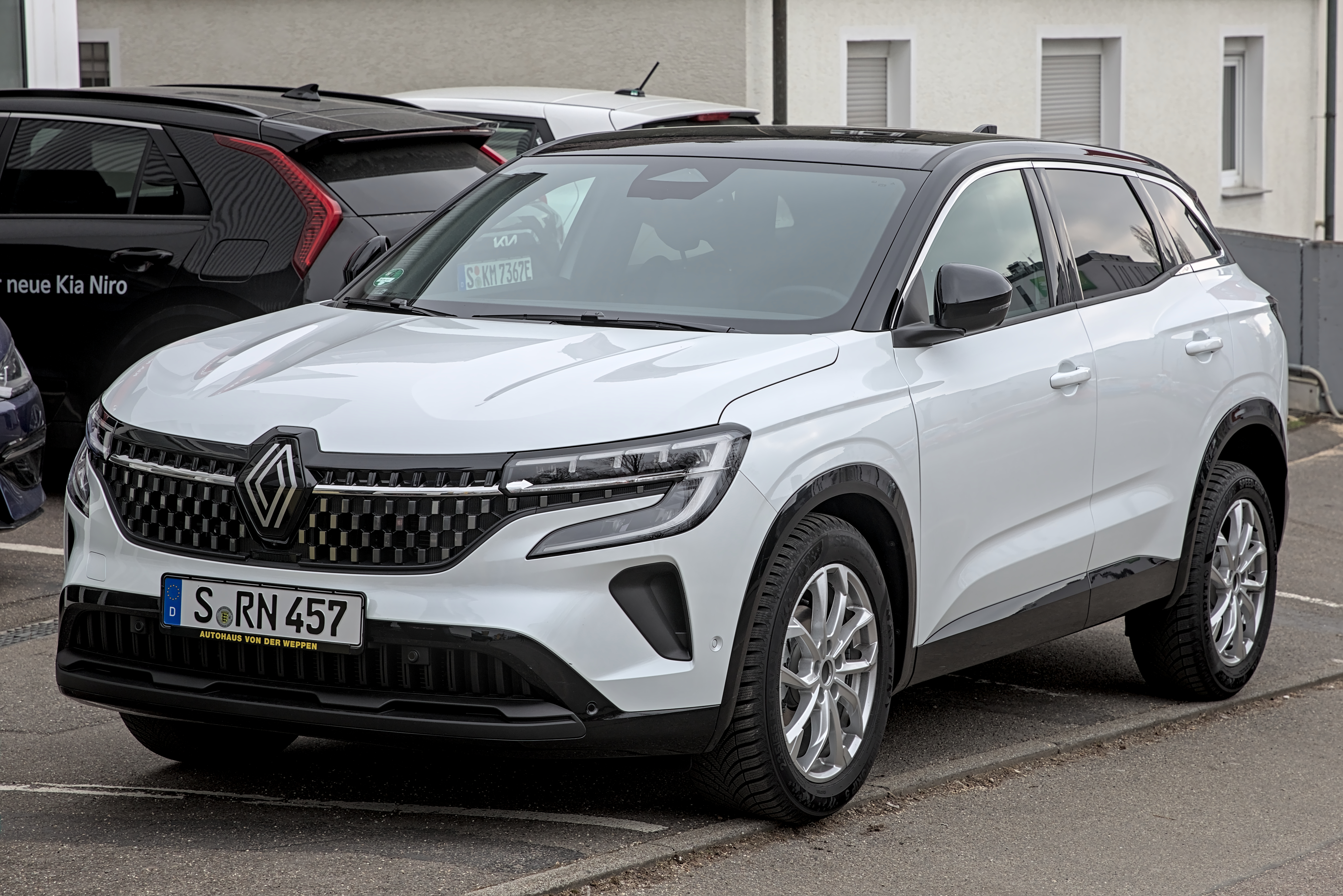
ルノー・オーストラル
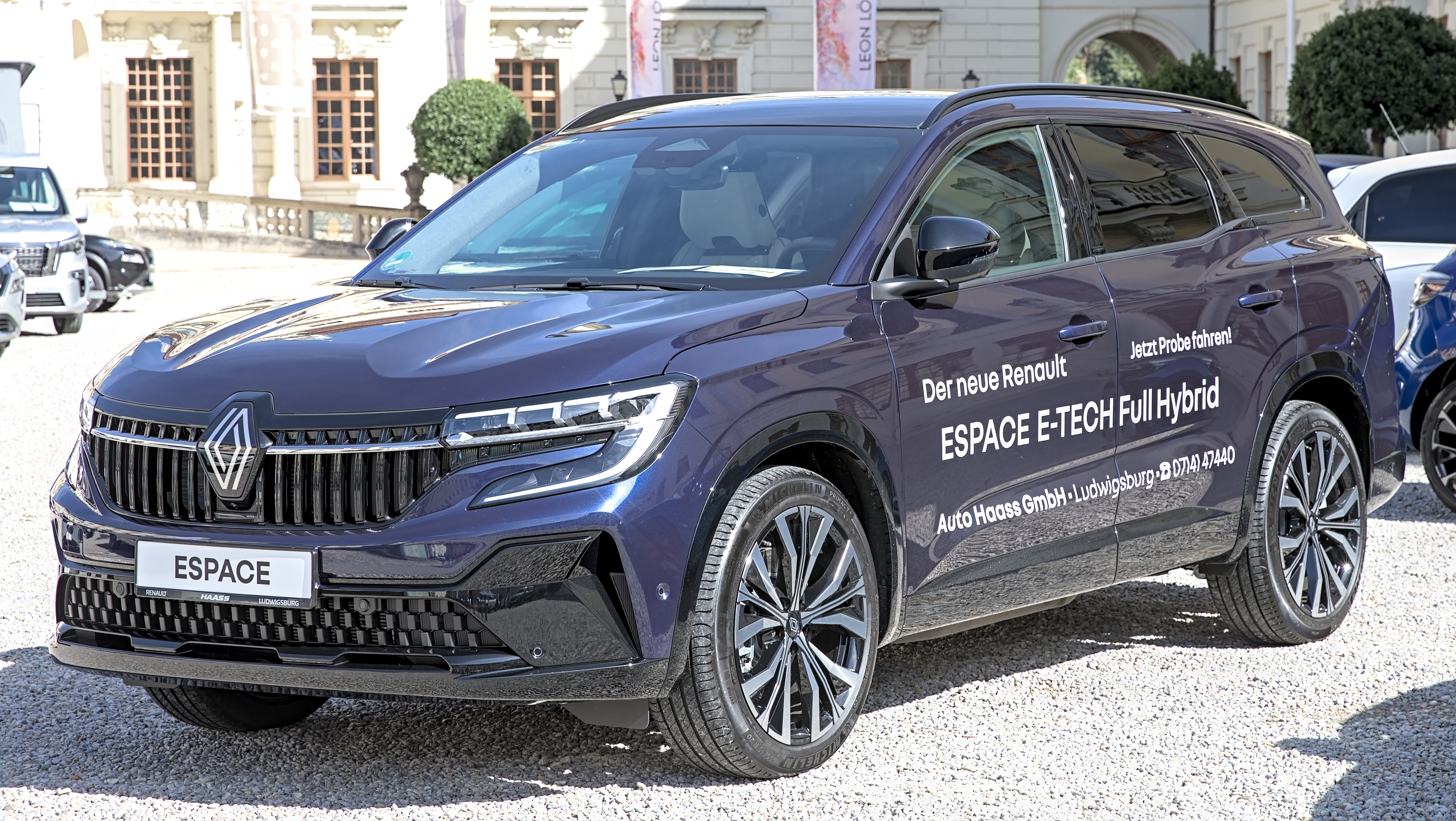
ルノー・エスパスⅥ

### CMF-B

#### CMF-B HS
（High Specificationsの略）
日産自動車
- 日産・ジューク（2代目、F16型）
- 日産・キックス（2代目、P16型）
- 日産・ノート（3代目、E13型）
- 日産・ノート オーラ（FE13型）

ルノー/三菱自動車工業

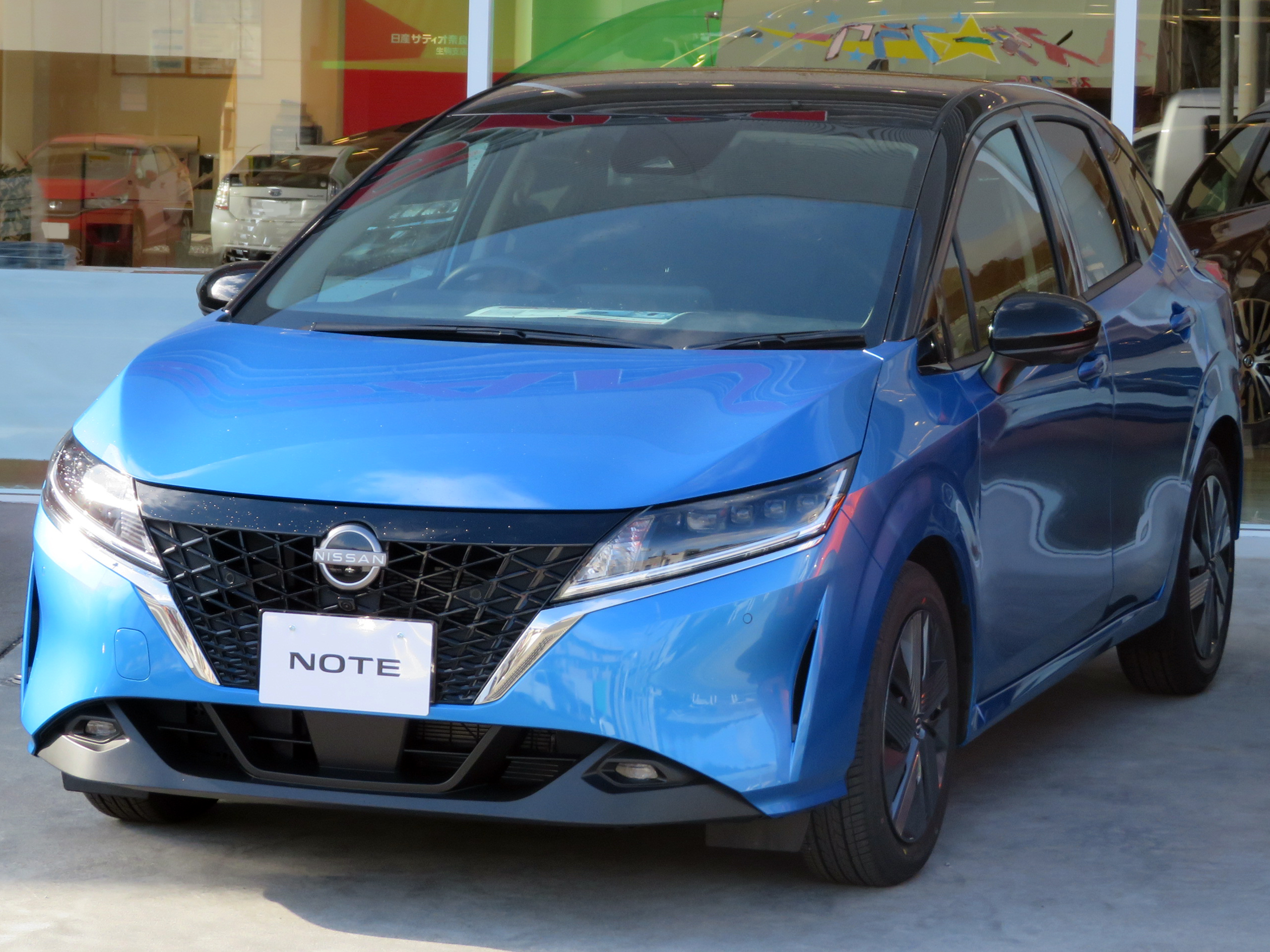
ルノー・クリオ/ルーテシア（5代目）
  - 三菱・コルト
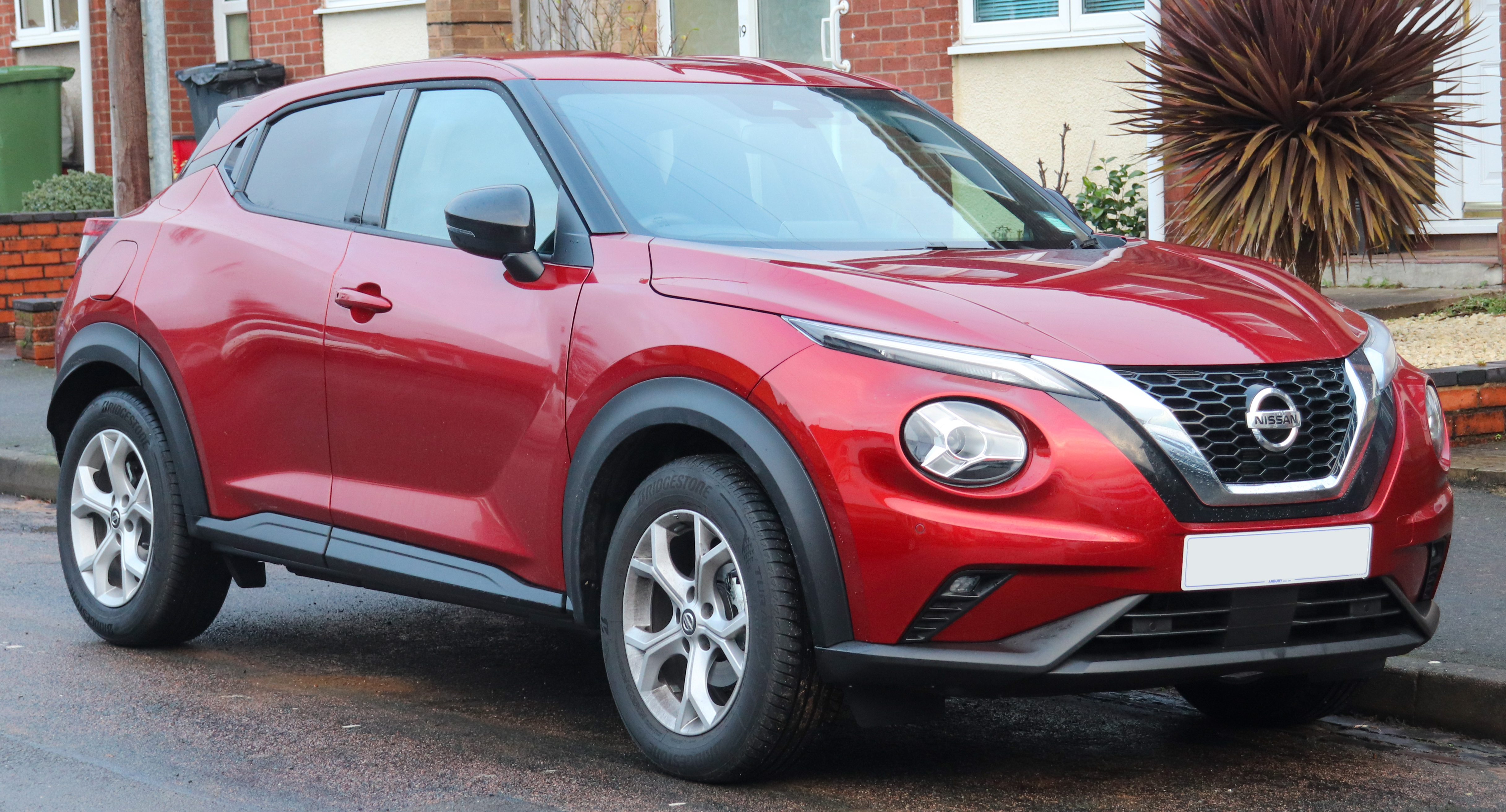
ルノー・キャプチャーII
  - 三菱・ASX （2代目）
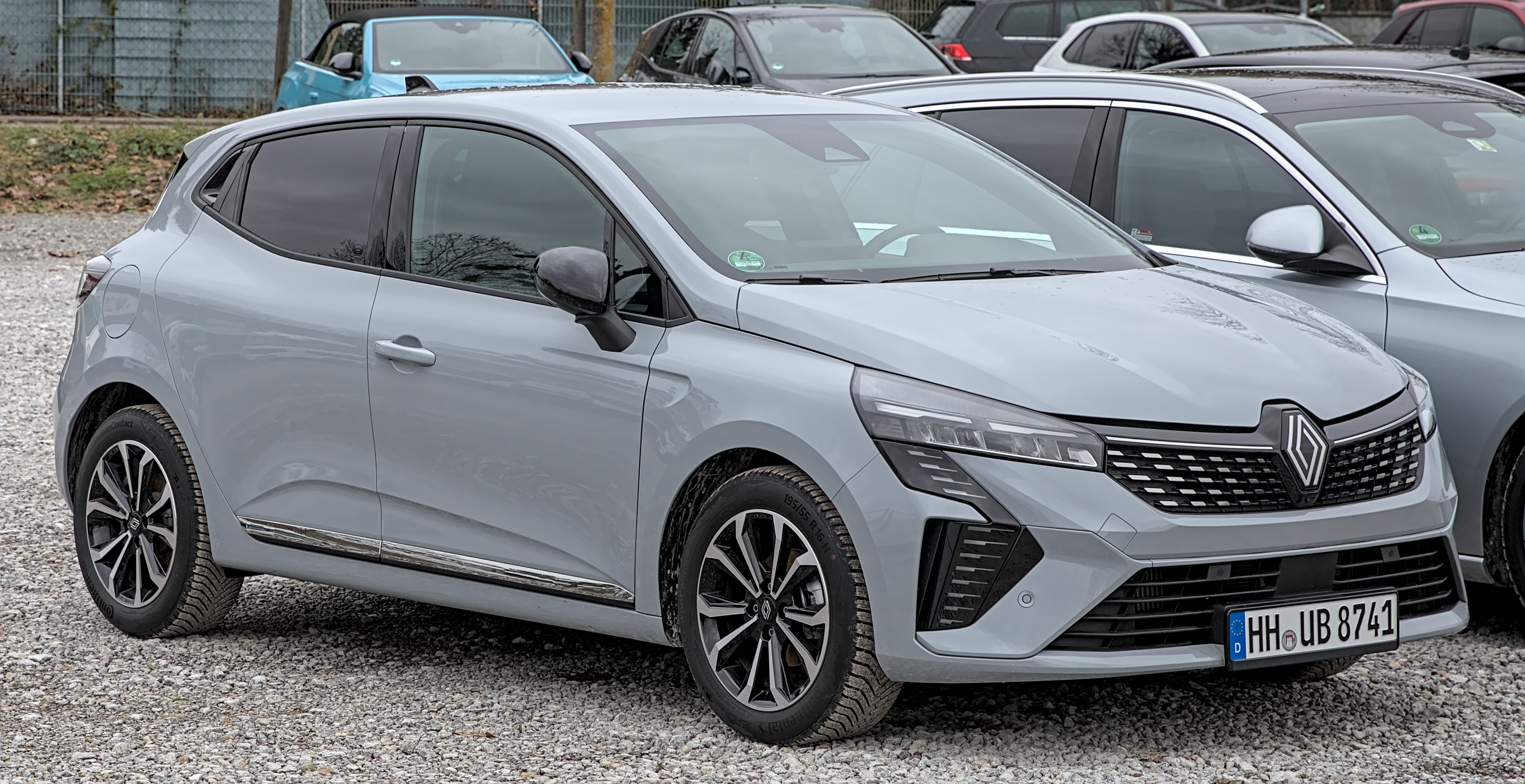
ルノー・アルカナ（ロシア向けはダチア・B0+プラットフォーム）
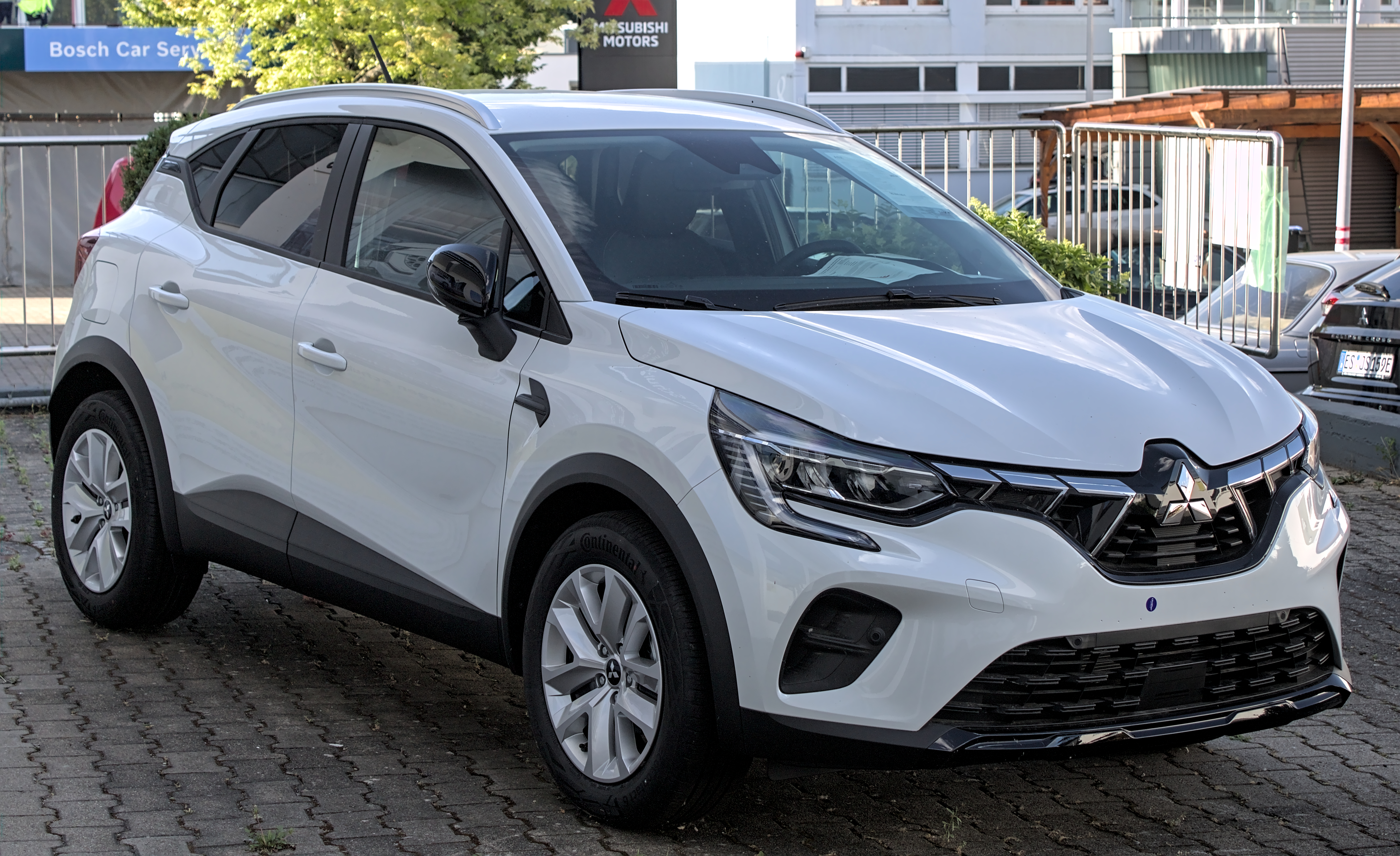
三菱・ASX（2代目）

- ルノーコリア・XM3
- ルノー・シンビオズ（英語版）
  - 三菱・グランディス(欧州向けSUV)

- 日産・ノート（3代目）
- 日産・ジューク（2代目）
- ルノー・クリオ/ルーテシア（5代目）
- 三菱・ASX（2代目）

#### CMF-B LS
（Low Specificationsの略）

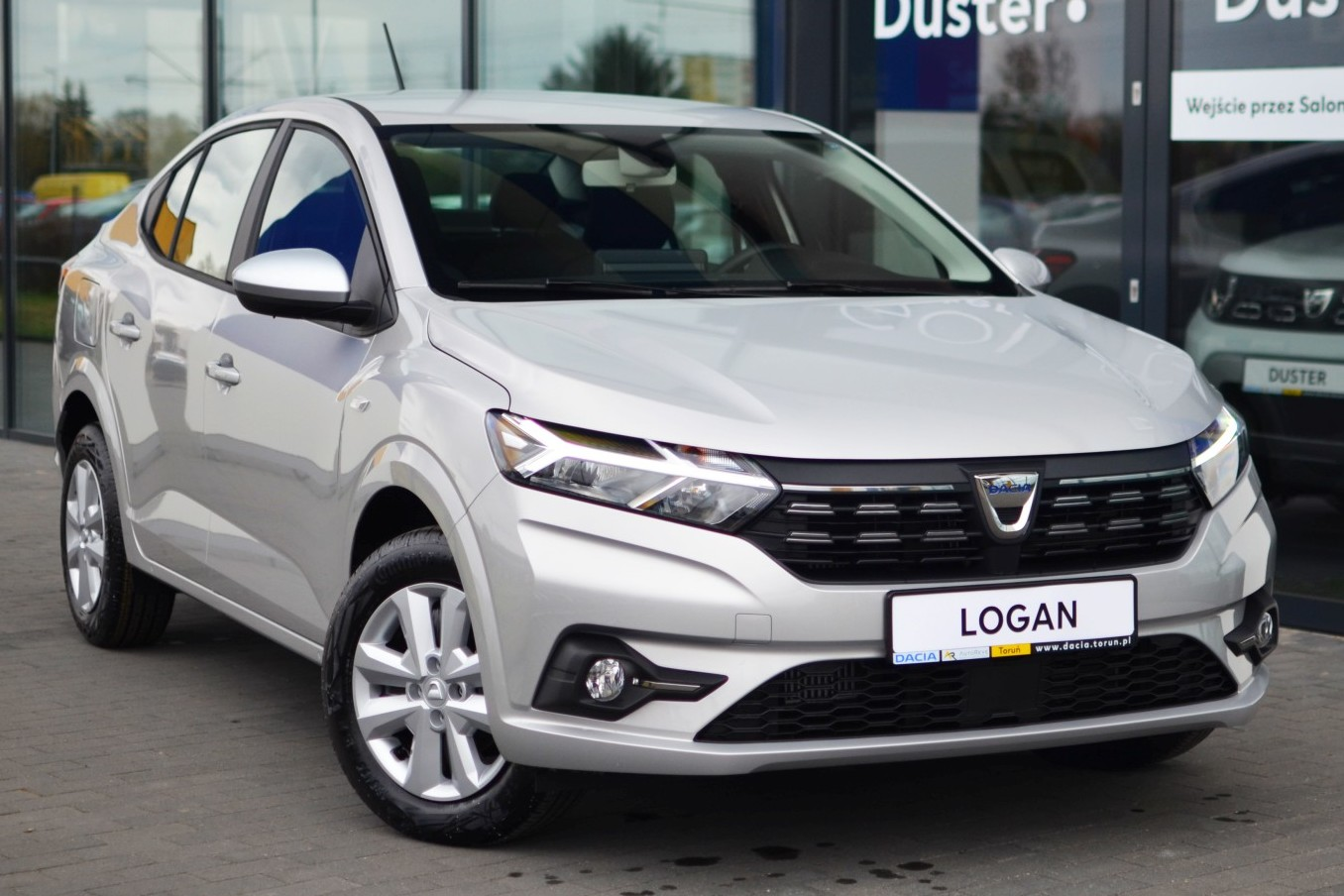
ダチア・ロガン（3代目）
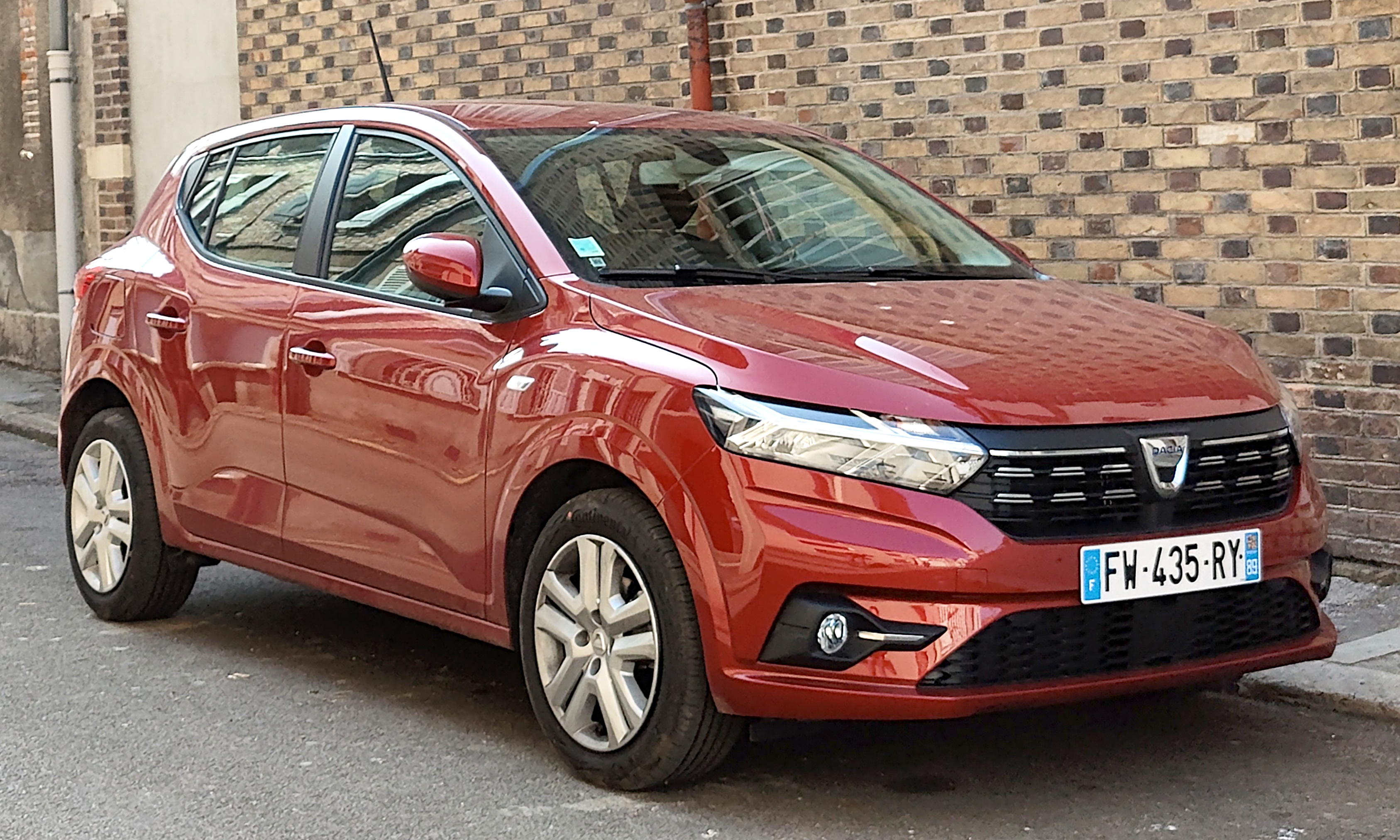
ダチア・サンデロ（3代目）
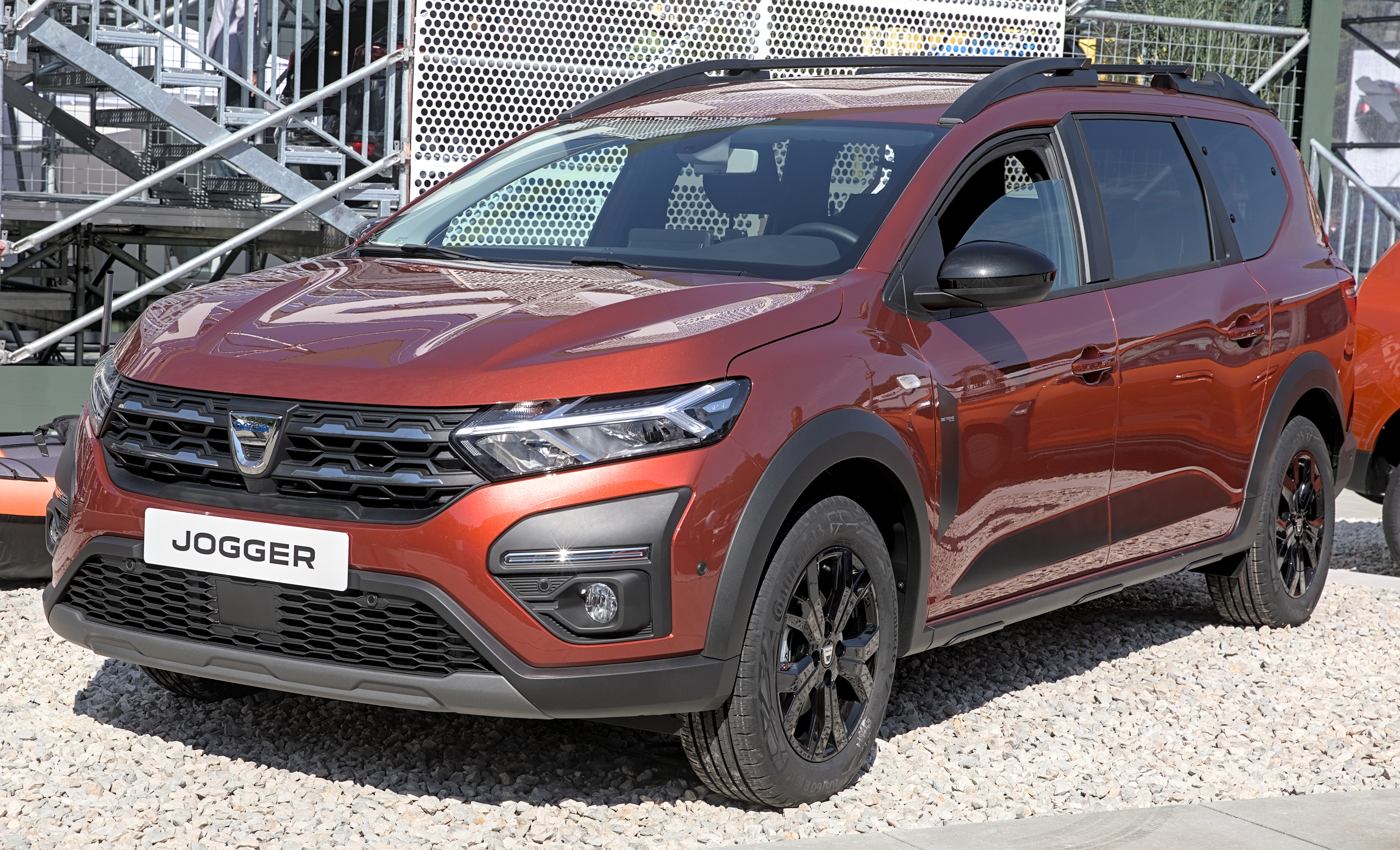
ダチア・ジョガー
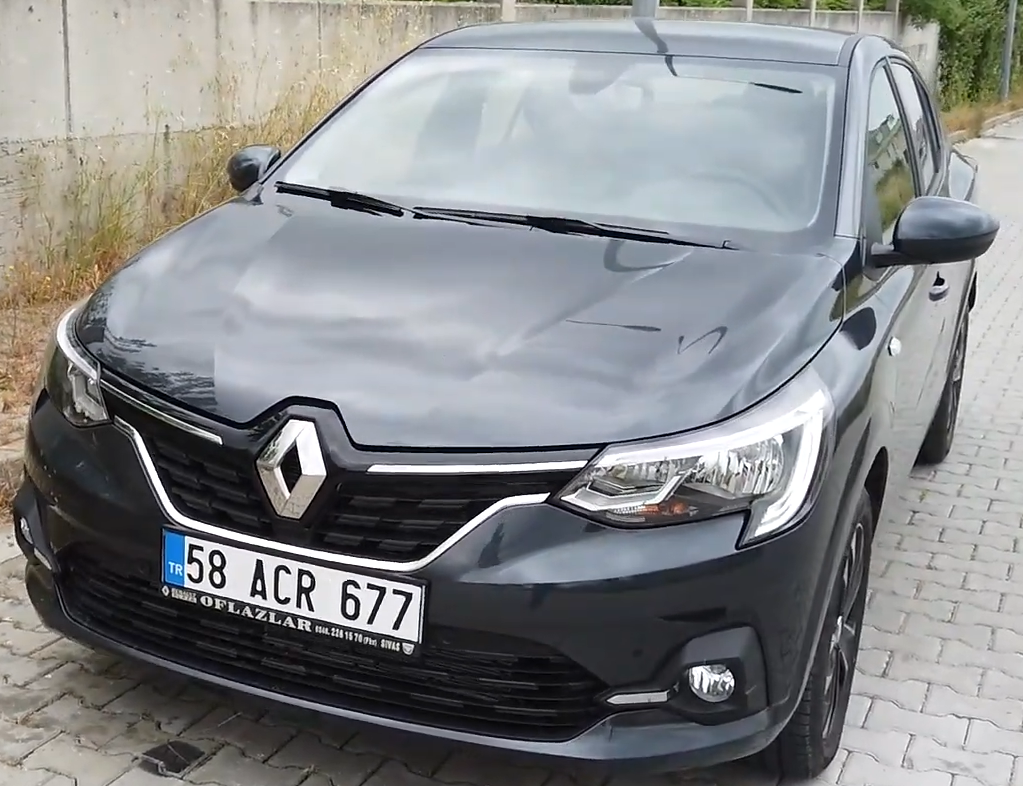
ルノー・タリアント（英語版）

- ダチア・ロガン（3代目）
- ダチア・サンデロ（3代目）
- ダチア・ジョガー
- ルノー・タリアント

### CMF-A+
- 日産・マグナイト
- ルノー・カイガー（英語版）
- ルノー・トライバー（英語版）

### CMF-A
日産—三菱
- 日産・デイズ/デイズ ハイウェイスター（2代目モデル以降）
- 日産・ルークス/ルークス ハイウェイスター（3代目モデル以降）
- 日産・サクラ
- 三菱・eKワゴン/eKクロス（特に前者は4代目モデル以降）
- 三菱・eKスペース/eKクロススペース（特に前者は2代目モデル以降）
- 三菱・eKクロスEV
- 三菱・デリカミニ
- ダットサン・redi-GO

ルノー
- ルノー・クウィッド
- ルノー・シティ K-ZE
  - 東風・アイオロスEX1
  - ヴェヌーシア・e30
- ダチア・スプリング/スプリング エレクトリック

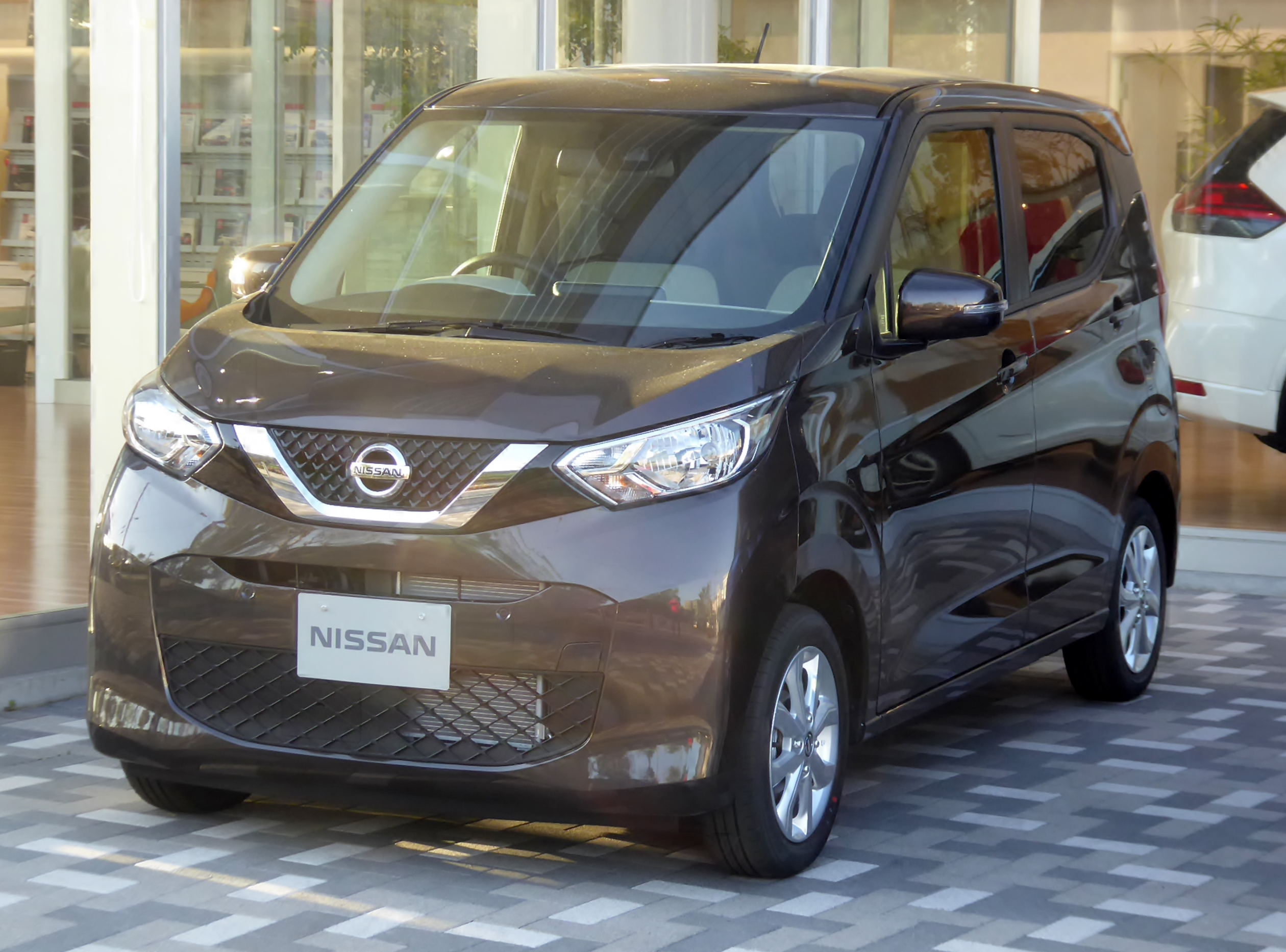
日産・デイズ（2代目）
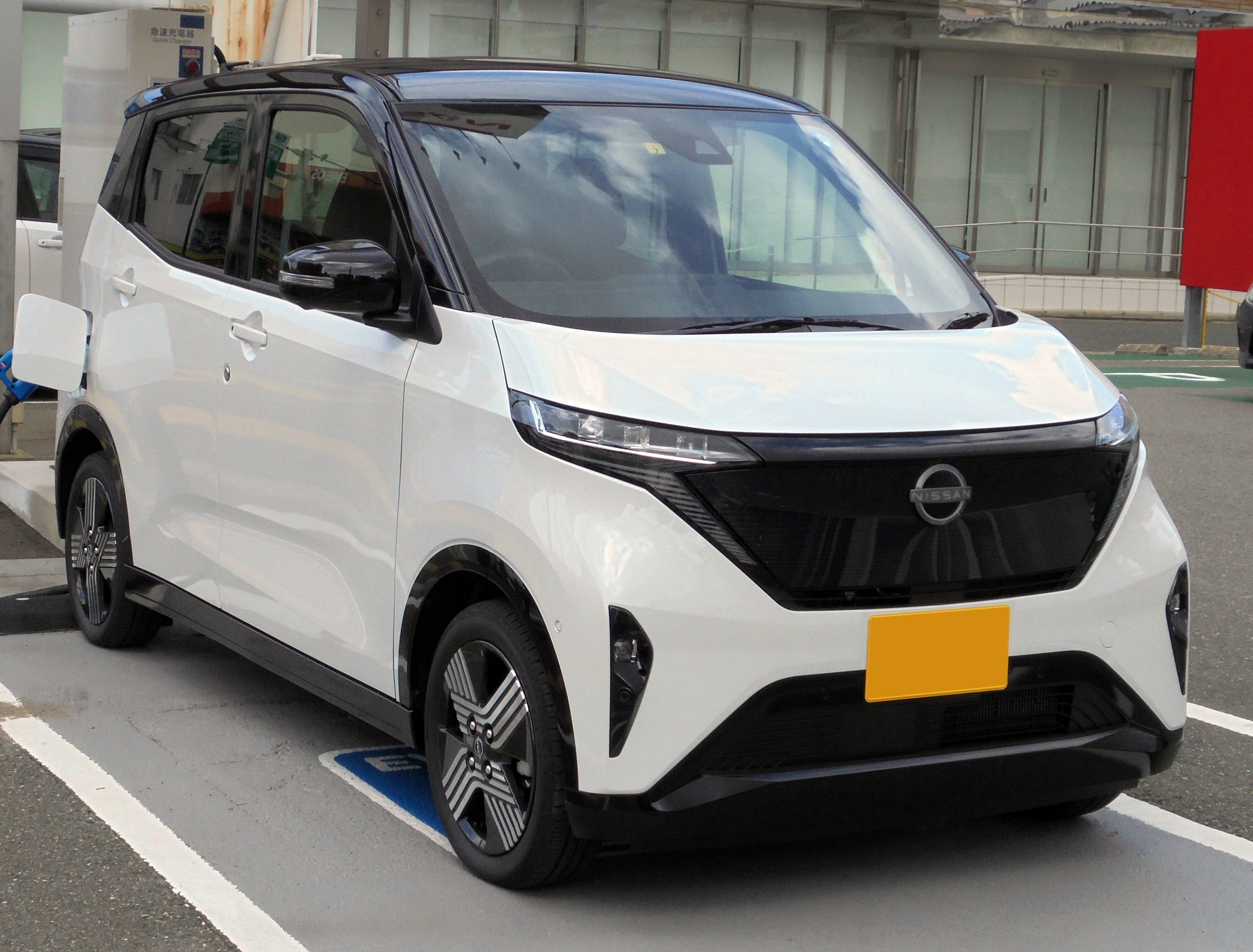
日産・サクラ
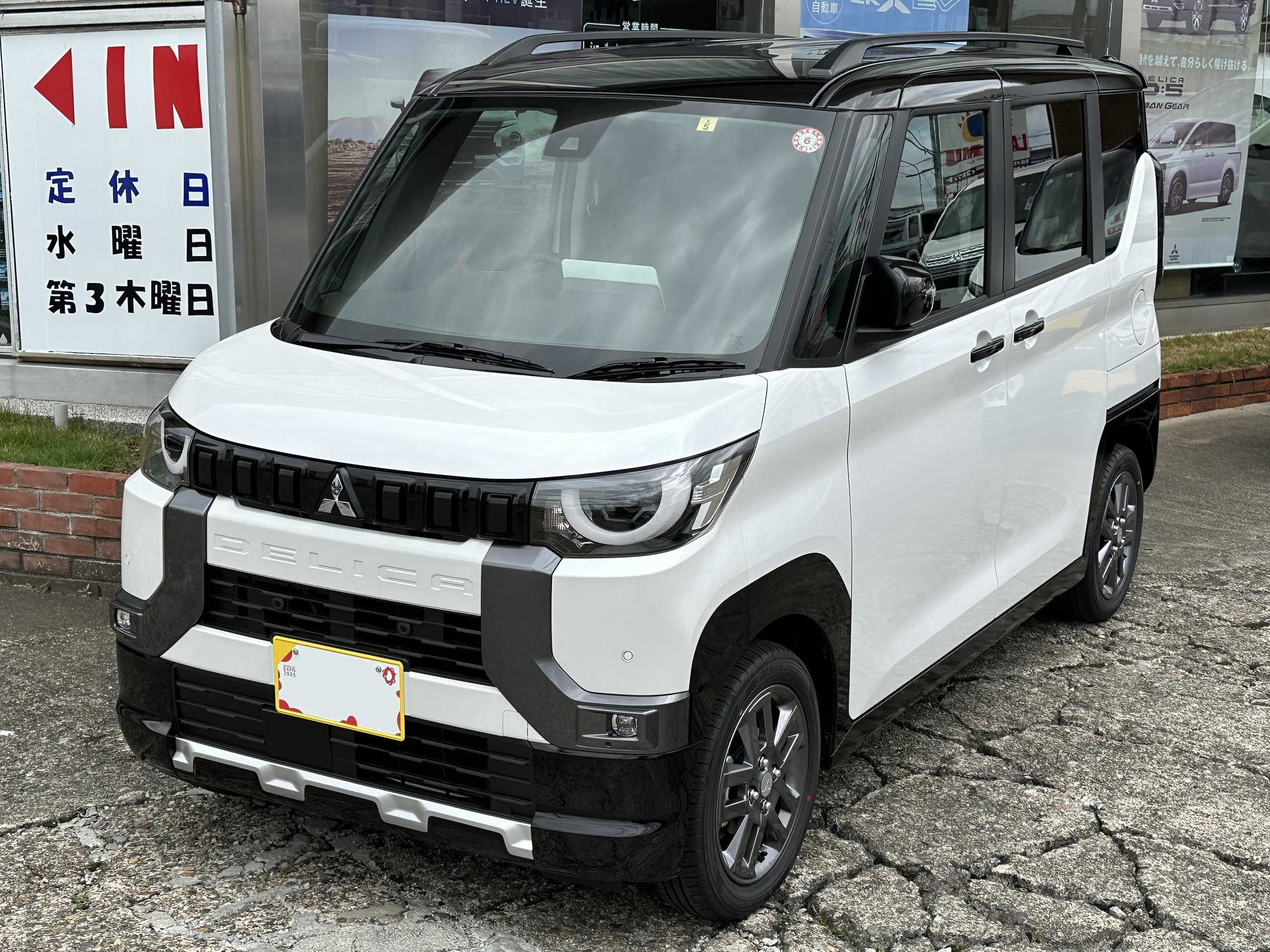
三菱・デリカミニ

### CMF-EV

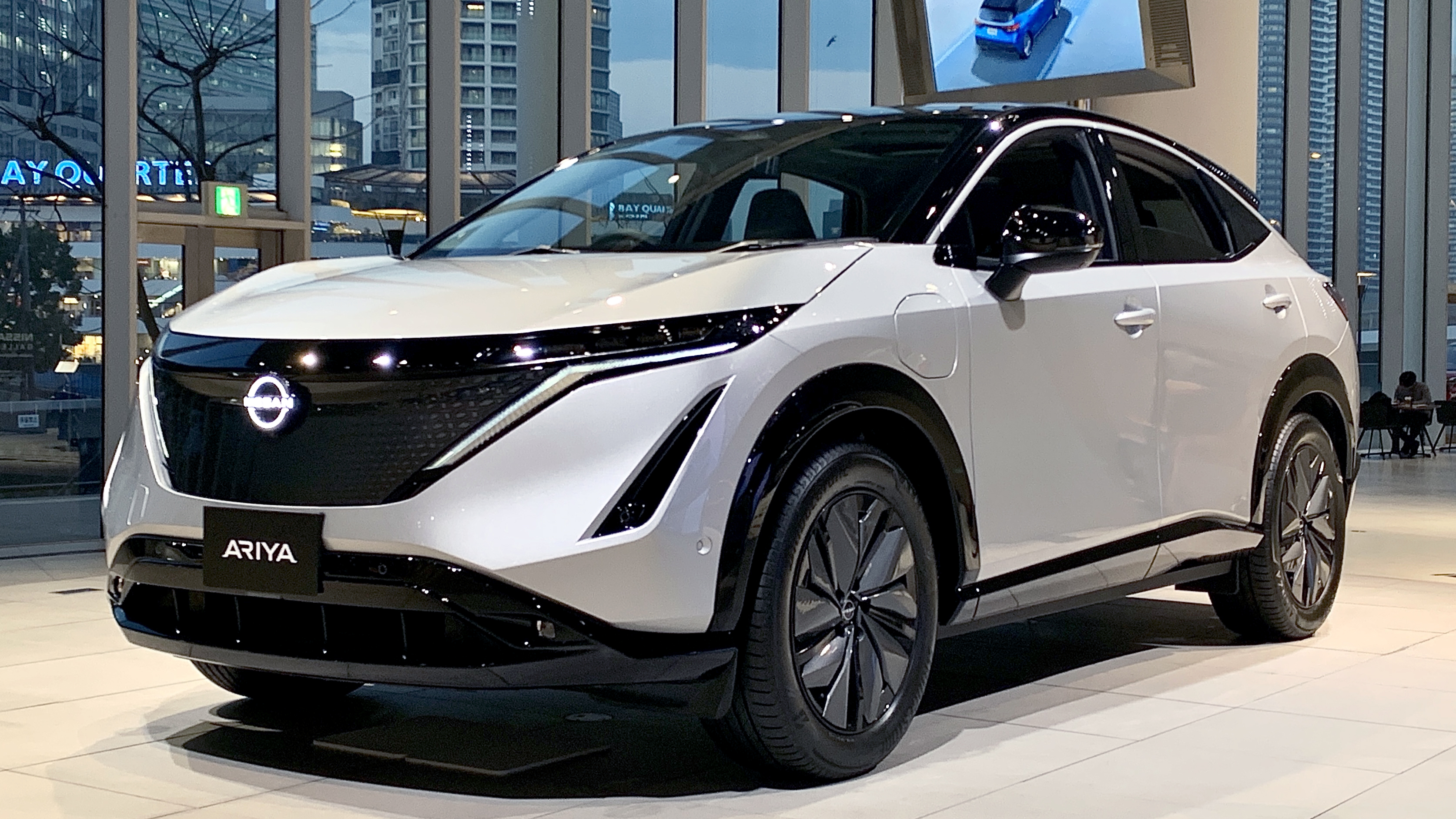
日産・アリア
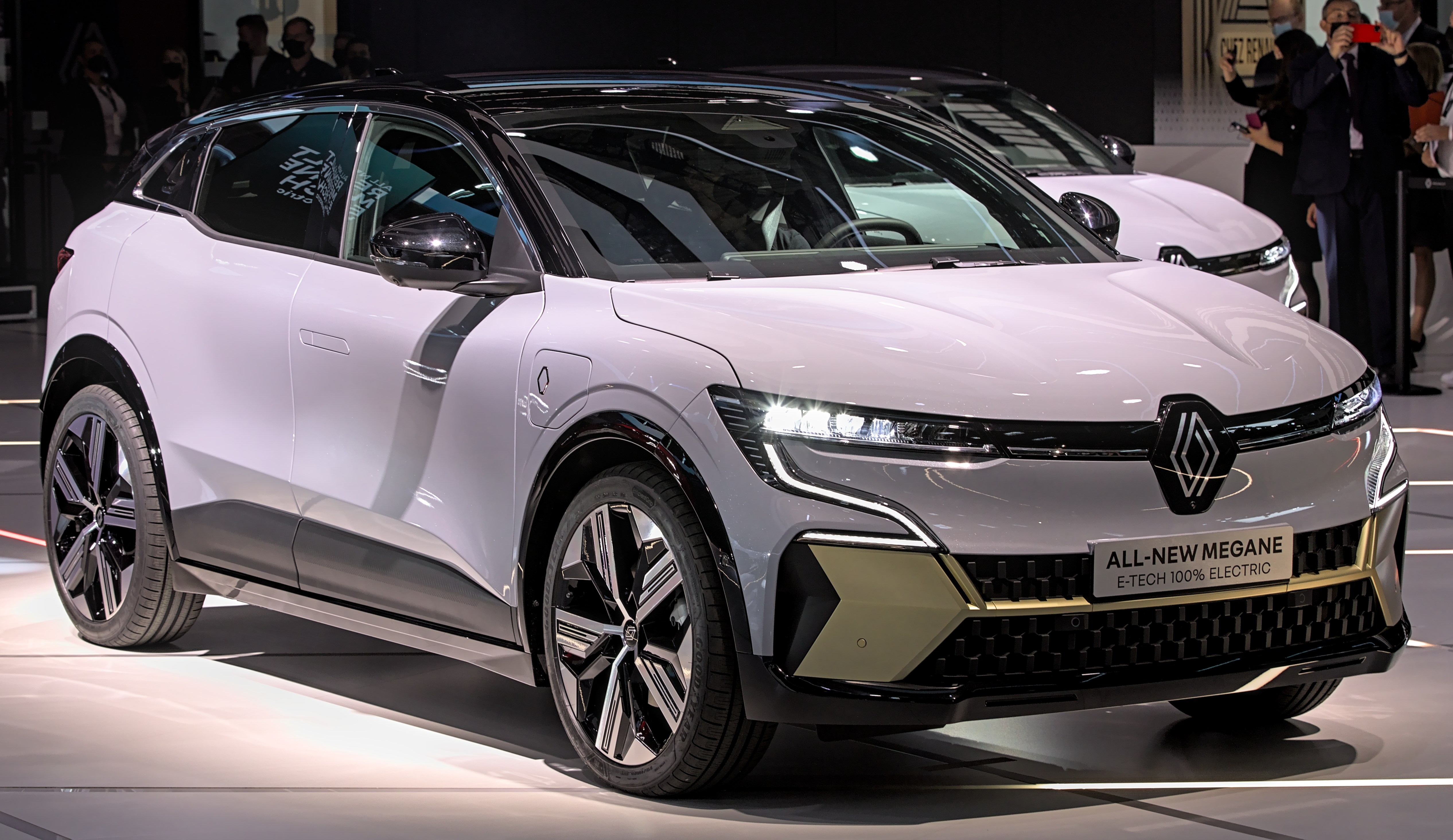
ルノー・メガーヌE-TECHエレクトリック（英語版）

- 日産・アリア
- ルノー・メガーヌE-TECHエレクトリック